# Tipula (Acutipula) bioculata
Tipula (Acutipula) bioculata is een tweevleugelige uit de familie langpootmuggen (Tipulidae). De soort komt voor in het Afrotropisch gebied.